# Lac Los Moscos
Le lac Los Moscos, en Argentine, est un petit lac andin d'origine glaciaire situé à l'ouest de la province de Río Negro, dans le département de Bariloche, en Patagonie, sur le parcours du río Manso. 

## Description

Carte du parc national Nahuel Huapi.

Le lac Los Moscos s'étend d'est en ouest sur une longueur de 2,7 kilomètres, à l'ouest de l'extrémité sud du lac Mascardi distant de quelque 750 mètres à peine. Ses rives sont abruptes. Elles sont ornées, à l'est et partiellement au nord, d'une forêt de type andino-patagonique restée en grande partie en bon état de conservation. Il se trouve au sein du parc national Nahuel Huapi.
Le lac Los Moscos est dominé au nord par le Cerro Los Moscos haut de 1808 mètres, et au sud par le Cerro Falso Granitico (1800 mètres).
Le lac Los Moscos se trouve sur le parcours du río Manso, qui constitue à la fois son tributaire principal et son unique émissaire.
Comme tous les lacs du bassin versant du río Manso, le lac appartient au bassin de l'océan Pacifique, via le río Puelo.

## Accès
Les rives de ce lac encaissé sont souvent d'accès difficile. On y arrive depuis Villa Mascardi, localité touristique située sur la rive sud du lac homonyme et traversée par la route nationale 40. 
En venant du nord, il faut emprunter juste après Villa Mascardi en direction de l'ouest (donc à droite) la route provinciale 81 qui mène au lac Hess, à la Cascade de los Alerces et au mont Tronador. Cette route suit d'abord la rive sud du lac Mascardi. On doit traverser le río Mascardi par un pont qui constitue le début de la route vers le Tronador. Peu après, vers l'ouest débute un sentier utilisé pour les chevauchées et qui va longer la rive nord du lac Los Moscos. 

## Tourisme et pêche
Près de son extrémité est se trouve un camping, qui se doit de satisfaire les besoins touristiques. 

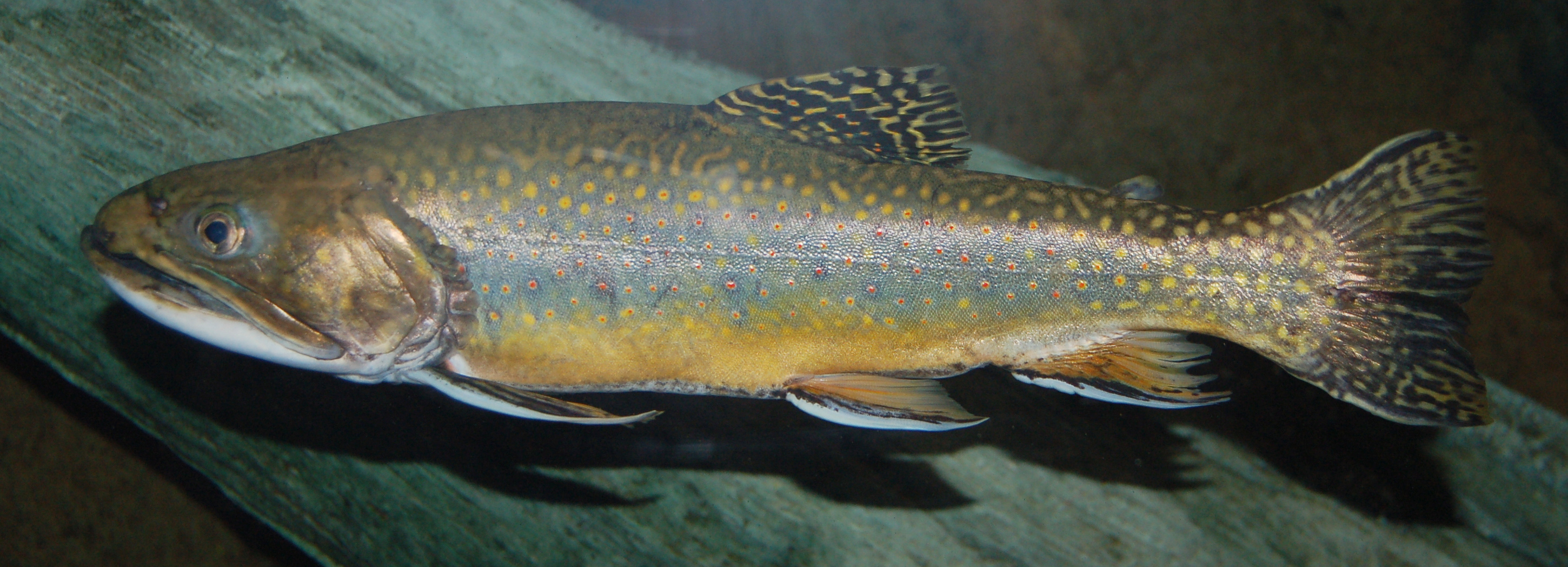
Salvelinus fontinalis

Ce petit lac est très poissonneux. Ses rives sont peuplées d'abondants macrophytes et le lac est peuplé des mêmes espèces que le lac Mascardi. On y pêche notamment un grand nombre d'ombles de fontaine ou truites mouchetées (Salvelinus fontinalis). Leur poids peut dépasser les deux kilos.